# 아산천우물초등학교
아산천우물초등학교는 충청남도 아산시에 개교 예정인 공립 초등학교이다.

## 학교 연혁
- 2026년 3월 1일 : 개교